# バンブー・エアウェイズ
バンブー・エアウェイズ（英: Bamboo Airways）は、ベトナムの複合企業・FLCグループが設立した航空会社である。

## 概要
ベトナムの副首相であるチン・ディン・ズン（Trịnh Đình Dũng）の認可を受け2018年に設立され、リースされたエアバスA320型機にて2019年1月から運航を開始した。同社は国外とベトナムのレジャー目的地を結ぶ路線と特定の国内路線を中心にサービス展開を予定している。2019年には台湾の台北（桃園）、高雄と韓国のソウル（仁川）など東南アジアや東アジア路線に就航、日本線も毎日就航している。
また、ホーチミン市とロサンゼルスとサンフランシスコ両市への直行便を、2021年9月より運行すると発表。実現し、ベトナムとアメリカを直行便でつなぐ唯一の航空会社となった。
2022年3月、当時の親会社であるFLCの創設者兼会長であるチン・ヴァン・クイェットをはじめ、FLCの多くの主要人物が株式市場の操作や詐欺、不動産の横領の疑いで逮捕された。悪影響による経営結果を防ぐため、ベトナム民間航空局は、一定期間、監視および監督すると発表した。
2023年3月、FLCグループは経営の混乱を理由に株式を売却、Him Lam Groupが株主となった。同年6月21日、経営再建のために日本航空の取締役であった大島秀樹を会長に選任したが、翌7月8日に会長を辞任、9月15日には取締役からの解任が決まった。
2023年10月、路線網の再編、国際線全便の運休を公表した。その後2024年11月にホーチミン - バンコク線の運行を再開し、国際線に再進出した。

## サービス
格安航空会社ではなく、ハイブリッド航空会社のサービスを実施している。
国際線では、預け荷物、機内食は無償であるが、座席指定は有償である。国内線の最も安い価格クラスでは、預け手荷物が有償となる。

## 保有機材

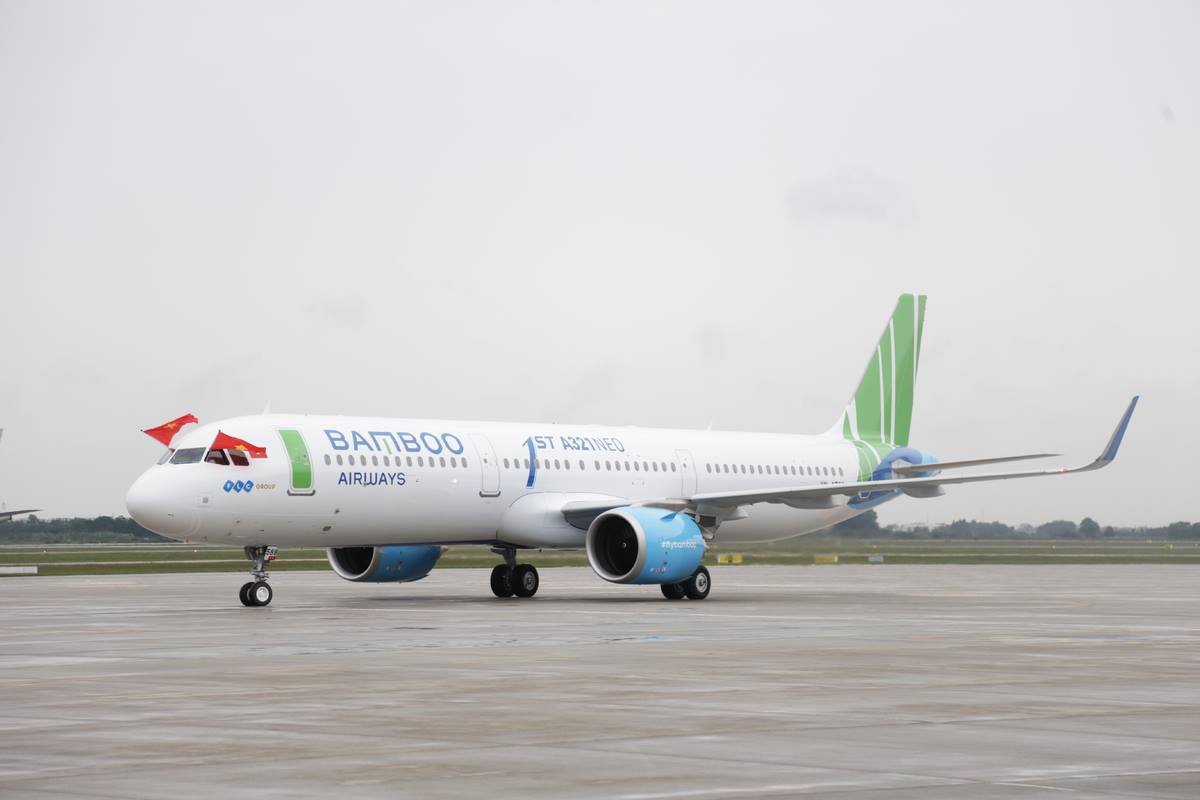
バンブー・エアウェイズのA321neo初号機

2018年3月、FLCグループが新規航空会社のバンブー・エアウェイズ向けに最大24機のA321neoを発注する覚書（MOU）を締結し、同年6月25日には、ボーイングが787-9型機を20機発注するコミットメントを獲得したと発表し、翌年の2月には更に10機が追加された。これらに加えて、25機のボーイング737MAXを追加発注することも検討されている。バンブー・エアウェイズはエアバス社から機材を受領する前に、リース機材を大量導入することで運航を開始した。
| 機種             | 保有数 | 客席 | 客席 | 客席 |
| 機種             | 保有数 | C    | Y    | 計   |
| ---------------- | ------ | ---- | ---- | ---- |
| エアバスA320-200 | 2      | 16   | 120  | 136  |
| エアバスA320-200 | 2      | 8    | 162  | 170  |
| エアバスA320neo  | 1      | 8    | 162  | 170  |
| エアバスA320neo  | 1      | ー   | 180  | 180  |
| エアバスA321-200 | 4      | 8    | 184  | 192  |

※保有機体の減少に伴って、客席例に当てはまる機体が0になることがある。

### 過去の機材
| 機種             | 運用数 |                                                                        |
| ---------------- | ------ | ---------------------------------------------------------------------- |
| エアバスA319-100 | 1      |                                                                        |
| エアバスA321neo  | 6      |                                                                        |
| ボーイング787-9  | 3      | リース会社経由で、2機がオーストリア航空に移籍、1機がタイ国際航空に移籍 |
| エンブラエル190  | 5      |                                                                        |
| エンブラエル195  | 5      |                                                                        |

## 就航地
| 国       | 都市         | 空港                     | 備考     |
| -------- | ------------ | ------------------------ | -------- |
| ベトナム | ハノイ       | ノイバイ国際空港         | 拠点空港 |
| ベトナム | ホーチミン   | タンソンニャット国際空港 | 拠点空港 |
| ベトナム | クイニョン   | フーカット空港           | 拠点空港 |
| ベトナム | ニャチャン   | カムラン国際空港         |          |
| ベトナム | ダナン       | ダナン国際空港           |          |
| ベトナム | ダラット     | リエンクオン国際空港     |          |
| ベトナム | フーコック島 | フーコック国際空港       |          |
| ベトナム | ハイフォン   | カットビ国際空港         |          |
| 中国     | 三亜         | 三亜鳳凰国際空港         |          |
| マカオ   | マカオ       | マカオ国際空港           |          |

## モータースポーツへの参画
2022年より、SUPER GTのGT300クラスエントラントJLOC87号車におけるメインスポンサーとして、「Bamboo Airways ランボルギーニGT3」名義でモータースポーツへ参画している。